# Paweł Szymczak
Paweł Szymczak (ur. 8 sierpnia 1978 w Bydgoszczy) – polski łucznik, olimpijczyk z Atlanty. Syn Mieczysława i Haliny (z d. Pawlak). Jest rekordzistą świata juniorów na 30 i 50 m.
Największe suckesy odnosił w klubie sportowym Łączność Bydgoszcz. Jego trenerami byli Henryk Mazur i Wiktor Minienko.
Obecnie reprezentuje LKS „JAR” Kielnarowa, w którym trenerem jest jego teść Jan Szeliga.
Ukończył Technikum Elektroniczne w Bydgoszczy, a w 2006 Wyższą Szkołę Inżynieryjno-Ekonomiczną w Rzeszowie. Jest żonaty, ma synów Olafa i Adriana. Obecnie mieszka w Rzeszowie. Adrian jest również łucznikiem.

## Osiągnięcia sportowe
- 1996 - 29. miejsce (30. miejsce w rundzie eliminacyjnej) podczas Igrzysk Olimpijskich w Atlancie (wielobój indywidualny);
- 1998 - srebrny medal Mistrzostw Europy, Agen (Francja) (drużynowo – razem z Arkadiuszem Ponikowskim i Grzegorzem Targońskim)[1].